# Thiên hà Tam Giác
Thiên hà Tam Giác là một thiên hà xoắn ốc cách xấp xỉ Trái Đất 3 triệu năm ánh sáng (ly) trong chòm sao Tam Giác. Nó có danh lục là Messier 33 hay NGC 598, và đôi khi nó còn được gọi là Thiên hà Chong Chóng, do nó có hình dạng giống với thiên hà Messier 101. Thiên hà Tam Giác là một thành viên trong nhóm Địa Phương, bao gồm Ngân Hà và Thiên hà Tiên Nữ và khoảng 30 thiên hà nhỏ hơn khác.

## Tầm nhìn và tên gọi
Nếu mức ô nhiễm ánh sáng là đủ thấp, thiên hà Tam Giác có thể nhìn thấy được bằng mắt thường. Do là một thiên thể khuếch tán, tầm nhìn đến nó bị ảnh hưởng mạnh chỉ bởi một phần nhỏ ô nhiễm ánh sáng, từ có thể nhìn trực tiếp trong bầu trời tối đến rất khó quan sát trên bầu trời ở vùng đô thị hay thậm chí là nông thôn. Với lý do này, thiên hà Tam Giác là một trong những điểm giới hạn trên bầu trời của thang đo bầu trời-tối Bortle.
Thiên hà Tam Giác đôi khi được gọi một cách không chính thức là Thiên hà Chong Chóng bởi một số tài liệu thiên văn học nghiệp dư và ở một số website công cộng. Tuy nhiên, Cơ sở dữ liệu thiên văn học SIMBAD, một cơ sở dữ liệu thiên văn học chuyên nghiệp chứa các thông tin chính thức về các thiên thể, đặt tên gọi "Thiên hà Chong Chóng" cho thiên thể Messier 101 và một vài nguồn thông tin thiên văn học nghiệp dư cũng như các website công cộng khác cũng gọi Messier 101 theo tên gọi này.

## Lịch sử quan sát
Thiên hà Tam Giác có lẽ được nhà thiên văn người Italia Giovanni Battista Hodierna khám phá trước năm 1654. Trong nghiên cứu của ông De systemate orbis cometici; deque admirandis coeli caracteribus (Về các hệ quỹ đạo của sao chổi, và về các thiên thể đáng chú ý trên bầu trời) ông liệt kê nó như là một đám mây giống tinh vân hoặc một thiên thể mờ và kèm theo lời miêu tả khó hiểu, "gần Tam Giác hinc inde". Do ông tìm thấy nó nằm trong chòm sao Tam Giác. Cũng vì thế mà thiên hà này được đặt tên theo chòm sao chứa nó.
Thiên hà này cũng được Charles Messier độc lập khám phá ra vào đêm 25-26 tháng 8 năm 1764. Nó được công bố trong Danh lục về các Tinh vân và các Cụm sao (1771) của ông với số thứ tự 33; từ đó thiên hà Tam Giác còn được gọi là M33. Khi William Herschel biên tập danh lục mở rộng của ông về các tinh vân, ông đã cẩn thận không đưa vào các thiên thể đã được Messier liệt kê. Mặc dù vậy, M33 lại là một ngoại lệ và ông phân loại thiên hà này vào ngày 11/9/1784 với tên gọi H V-17..

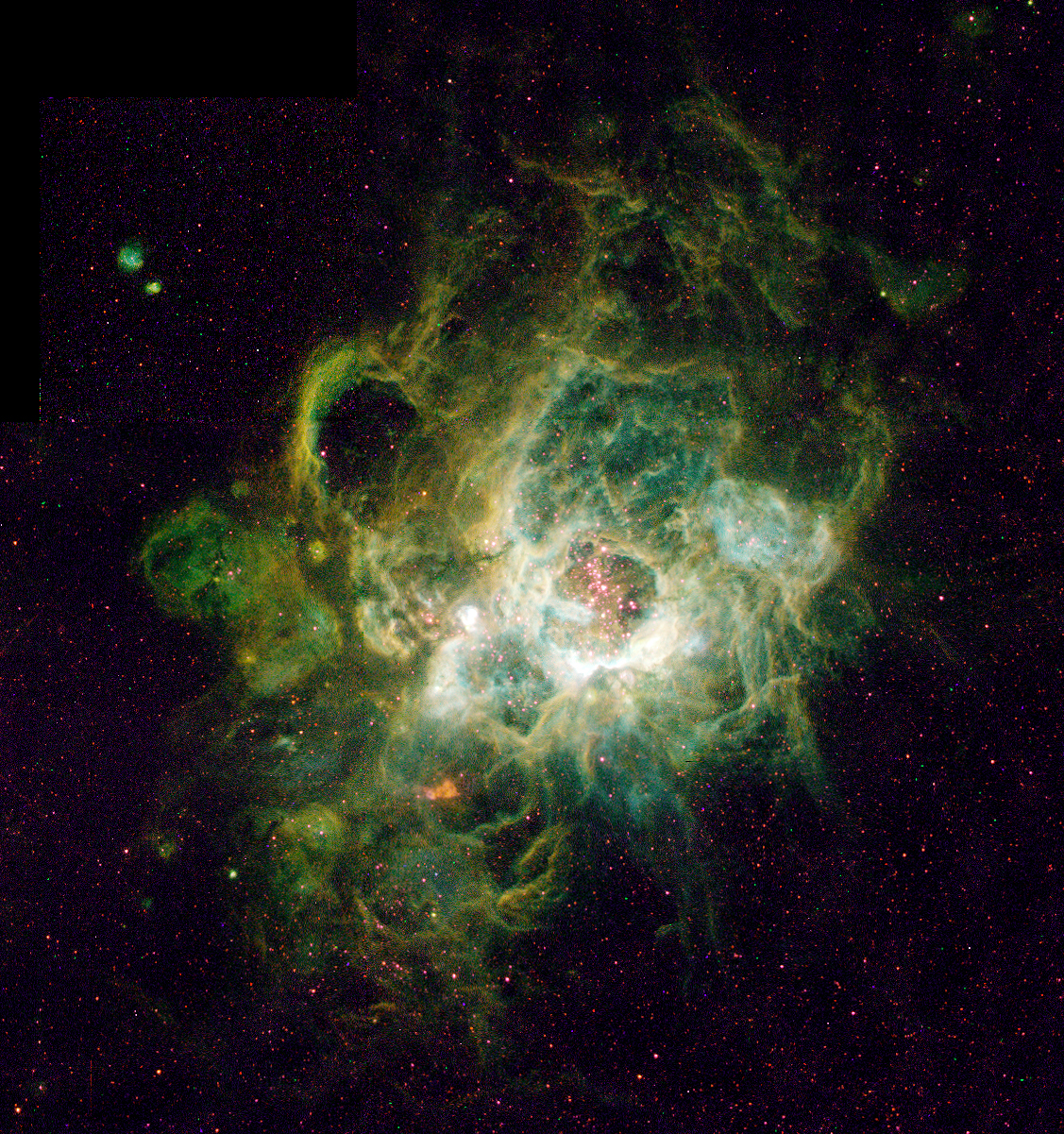
NGC 604 trong thiên hà Tam Giác

Herschel cũng phân loại vùng H II sáng nhất và rộng nhất trong thiên hà Tam Giác là H III.150 tách biệt hoàn toàn từ thiên hà này, vùng tinh vân phát xạ khuếch tán chứa các ion hydro (hay vùng H II) này cũng chứa NGC 604. Nhìn từ Trái Đất NGC 604 nằm ở phía đông bắc của phần nhân trung tâm thiên hà, và là một trong những vùng H II lớn nhất từng được biết với đường kính gần 1500 năm ánh sáng và có phổ điện từ giống với tinh vân Lạp Hộ. Herschel cũng chú ý tới 3 vùng H II nhỏ hơn (NGC 588, 592 and 595).
Nó là một trong những "tinh vân xoắn ốc" được quan sát đầu tiên bởi Huân tước Rosse.

## Đặc trưng
Với đường kính khoảng 50.000 năm ánh sáng, thiên hà Tam Giác là thiên hà lớn thứ ba trong nhóm Địa Phương, một nhóm các thiên hà cũng chứa Ngân Hà và thiên hà Tiên Nữ, dưới ảnh hưởng hấp dẫn của thiên hà Tiên Nữ. Thiên hà Tam Giác là ốc đảo của khoảng 30 đến 40 tỉ ngôi sao, so với Ngân Hà có từ 200-400 tỉ ngôi sao, và Tiên Nữ có khoảng 1 nghìn tỉ ngôi sao.
Đĩa của thiên hà Tam Giác có khối lượng xấp xỉ khoảng (3-6) × 109 khối lượng Mặt Trời, trong khi thành phần khí có khối lượng khoảng 3,2 × 109 khối lượng Mặt Trời. Do vậy tổng khối lượng của mọi vật chất baryon trong thiên hà có thể bằng 1010 khối lượng Mặt Trời. Phần vật chất tối đóng góp vào làm cho bán kính thiên mở rộng đến 55 kly (17 kpc) tương đương với 5 × 1010 khối lượng Mặt Trời.

### Vị trí

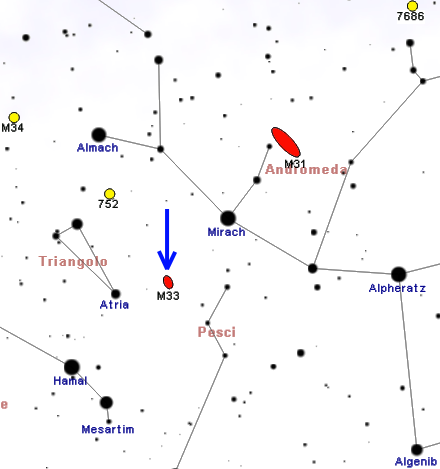
Vị trí của thiên hà M31 và M33.

Khoảng cách đến thiên hà Tam Giác được ước lượng từ 2380 đến 3070 kly (730 đến 940 kpc), và hầu hết các ước tính từ năm 2003 nằm ở giữa dãy giá trị này. Ít nhất có ba kĩ thuật được sử dụng để đo khoảng cách đến M33. Sử dụng phương pháp sao biến quang Cepheid, thu được kết quả với ước lượng 2770 ± 130 kly (850 ± 40 kpc) vào năm 2004. Trong cùng năm, sử dụng phương pháp Mẹo Nhánh Khổng Lồ Đỏ (TRBG) đã dẫn ra khoảng cách xấp xỉ là 2590 ± 80 kly (790 ± 25 kpc).
Năm 2006, một nhóm các nhà thiên văn thông báo đã phát hiện ra một cặp sao đôi che nhau trong thiên hà Tam Giác. Bằng cách nghiên cứu sự che khuất của cặp sao này, các nhà thiên văn có thể đo được kích thước của chúng. Biết kích thước và nhiệt độ của từng ngôi sao họ có thể đo được độ sáng tuyệt đối của chúng. Khi cấp sao biểu kiến và độ sáng tuyệt đối đã biết, thì có thể suy ra khoảng cách đến cặp sao này. Các ngôi sao nằm ở khoảng cách 3,070 ± 240 kly (940 ± 74 kpc).
Thiên hà Tam Giác là một nguồn bức xạ maser H2. Năm 2005, sử dụng các quan sát của hai maser nước trên hai phía khác nhau của thiên hà này thông qua VLBA, các nhà nghiên cứu lần đầu tiên đã có thể ước lượng được vận tốc góc và chuyển động riêng của thiên hà Tam Giác. Kết quả cho thấy với vận tốc 190 ± 60 km/s so với Ngân Hà, thiên hà Tam Giác đang lùi ra xa thiên hà Tiên Nữ.
Thiên hà lùn Song Ngư (LGS 3), một thiên hà nhỏ trong nhóm thiên hà Địa Phương, nằm cách Mặt Trời 2022 kly (620 kpc). Nó nằm cách 20° so với Tiên Nữ và 11° so với thiên hà Tam Giác trên bầu tròi. LGS 3 nằm cách cả hai thiên hà này một khoảng 913 kly (280 kpc), do vậy nó có thể là thiên hà vệ tinh của Tiên Nữ hoặc Tam Giác. LGS 3 có bán kính nhân khoảng 483 ly (148 pc) và khối lượng vào khoảng 2.6 × 107 khối lượng Mặt Trời.

### Cấu trúc

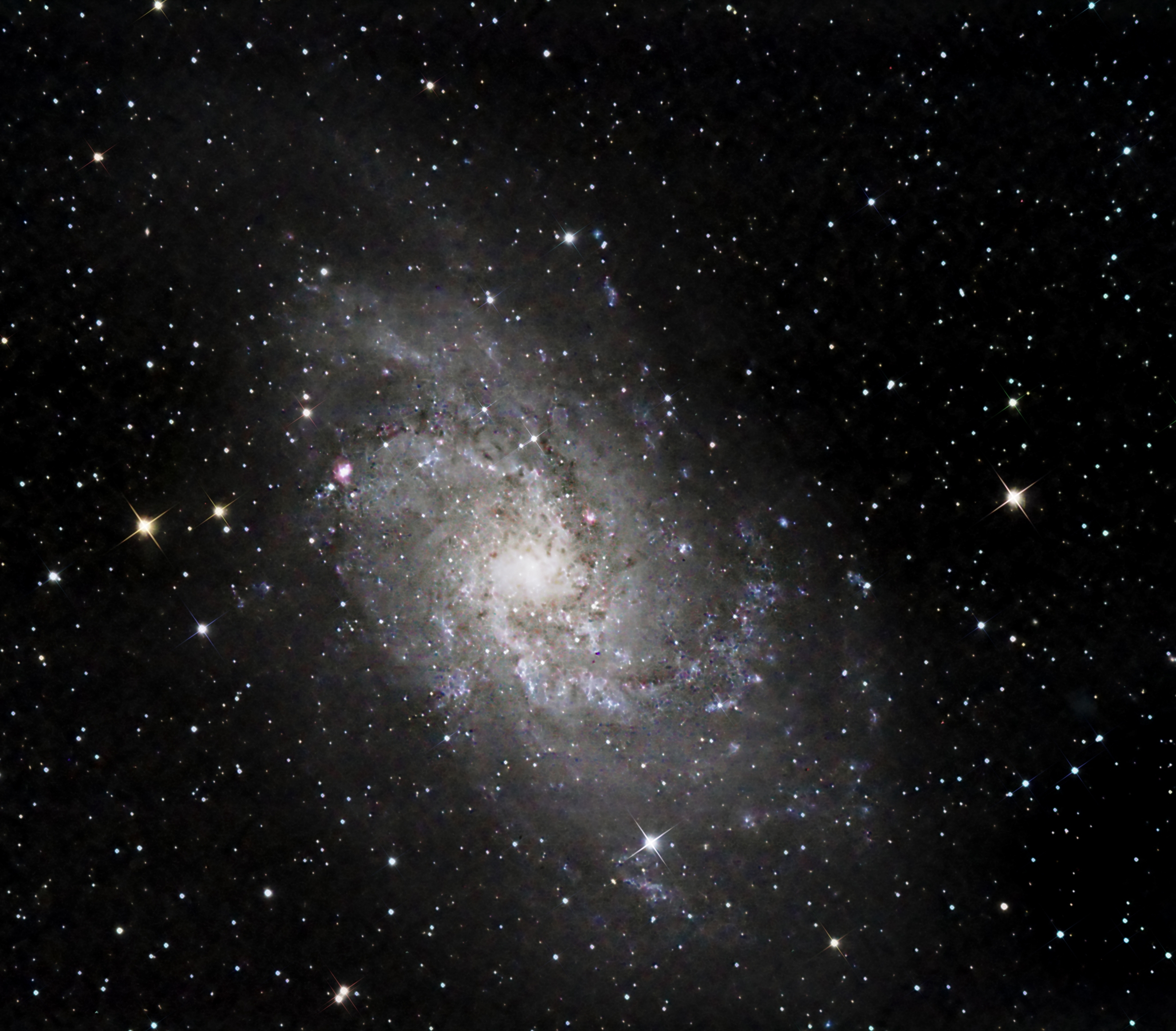
Thiên hà Tam Giác trong bước sóng khả kiến.

Trong hiệu đính của nhà thiên văn người Pháp Gérard de Vaucouleurs về "Hệ thống phân loại hình thái thiên hà Hubble Sandage" (VRHS), thiên hà Tam Giác được phân loại thành kiểu SA(s)cd. Chữ S đứng trước ám chỉ nó là một thiên hà dạng đĩa với các nhánh khí và bụi điển hình xoắn ốc từ trung tâm thiên hà ra bên ngoài; hay còn gọi là thiên hà xoắn ốc. Chữ A được gắn vào khi nhân thiên hà thiếu cấu trúc dạng vạch kẻ, ngược lại với lớp SB là lớp thiên hà xoắn ốc có vạch kẻ. Ký hiệu "(s)" của nhà thiên văn người Mỹ Allan Sandage được sử dụng khi các nhánh xoắn ốc hiện lên trực tiếp rõ nét từ nhân hay vạch kẻ trung tâm của thiên hà, hơn là từ một vòng bên trong như thiên hà kiểu (r). Cuối cùng, chữ cd đứng sau đại diện cho trạng thái mở (hay tỏa rộng ra) của các nhánh. Chữ cd cũng ám chỉ các nhánh sắp xếp thưa trong thiên hà.
Thiên hà M33 có độ nghiêng 54° so với phương nhìn từ Trái Đất, cho phép nhìn thấy được cấu trúc điển hình của thiên hà này mà không bị cản trở bởi bụi và khí của chính nó. Đĩa thiên hà Tam Giác xuất hiện nằm trong bán kính khoảng 8 kpc. Cũng có một hào quang xung quanh thiên hà, nhưng không có chỗ phình tại nhân thiên hà. Đây là một thiên hà tách biệt và hiện nay không có sự trộn hay tương tác với các thiên hà khác, và thiếu những dạng phỏng cầu lùn hay đuôi thủy triều gắn liền với Ngân Hà.
Thiên hà Tam Giác được phân loại thành dạng không có vạch kẻ (unbarred), nhưng một phân tích hình dạng thiên hà cho thấy có thể có một cấu trúc kiểu vạch kẻ nhỏ trong nhân thiên hà này. Độ dài xuyên tâm của cấu trúc này là khoảng 0.8 kpc. Nhân của thiên hà này là một vùng H II, và nó chứa một nguồn tia X siêu sáng với bức xạ có năng lượng khoảng 1.2 × 1039 erg s−1, và là nguồn tia X sáng nhất trong nhóm thiên hà Địa Phương. Nguồn này được điều biến khoảng 20% trong chu kỳ 106 ngày. Tuy vậy, nhân thiên hà không thấy xuất hiện một hố đen siêu lớn, với giới hạn trên của khối lượng là khoảng 3000 khối lượng Mặt Trời dựa trên các đo đạc về vận tốc của các ngôi sao trong vùng nhân thiên hà.
Thiên hà có hai nhánh xoắn ốc sáng, và có rất nhiều nhánh nhỏ liên kết phần bên trong với các cấu trúc của nhánh bên ngoài. Hai nhánh chính được gắn ký tự là IN (Bắc) và IS (Nam).

### Sự hình thành sao
Trong vùng trung tâm 4' của thiên hà này, khí nguyên tử trở nên dễ dàng biến đổi thành khí phân tử, với kết quả là vạch phổ bức xạ mạnh của cacbon monoxide (CO). Hiệu ứng này xuất hiện khi các đám mây phân tử khổng lồ tập trung đậm đặc ở môi trường liên sao. Một quá trình tương tự cũng diễn ra ở bên ngoài vùng trung tâm 4', nhưng với tốc độ chậm và ít hiệu quả hơn. Khoảng 10% thành phần khí của thiên hà M33 có dạng khí phân tử.
Sự hình thành sao trong M33 diễn ra theo một tốc độ liên quan chặt chẽ đến sự tập trung mật độ khí trong nó, và tốc độ hình thành sao trên một đơn vị diện tích cao hơn so với thiên hà Tiên Nữ. (Tốc độ hình thành sao trong M33 là khoảng 3.4 Gyr−1 pc−2, so với 0.74 trong thiên hà M31.) Tích phân tổng tốc độ hình thành sao trong Tam Giác là khoảng 0.45 ± 0.1 khối lượng Mặt Trời trên 1 năm. Có một sự bất định về hiện tại liệu tổng tốc độ này đang giảm đi hoặc nó là một hằng số hay không.
Dựa trên cơ sở phân tích thành phần hóa học của thiên hà này, cho thấy nó được chia ra hai thành phần khác biệt với những lịch sử khác nhau. Phần đĩa bên trong với bán kính 30 kly (9 kpc) có gradient thành phần giảm tuyến tính từ nhân thiên hà. Bên ngoài bán kính này, đến khoảng 82 kly (25 kpc), gradient trở nên phẳng hơn. Điều này gợi ra lịch sử hình thành sao khác nhau giữa đĩa bên trong, đĩa bên ngoài và vùng hào quang thiên hà, và có thể được giải thích bởi một kịch bản sự hình thành thiên hà "trong - ngoài". Điều này xảy ra khi khí và bụi tập hợp tại những bán kính lớn của thiên hà trong thời điểm muộn của đời sống của một thiên hà trong vũ trụ, trong khi đó khí tại nhân thiên hà đã trở nên cạn kiệt. Kết quả là sự giảm độ tuổi trung bình của các ngôi sao khi bán kính từ nhân thiên hà tăng dần.

### Các đặc điểm rời rạc

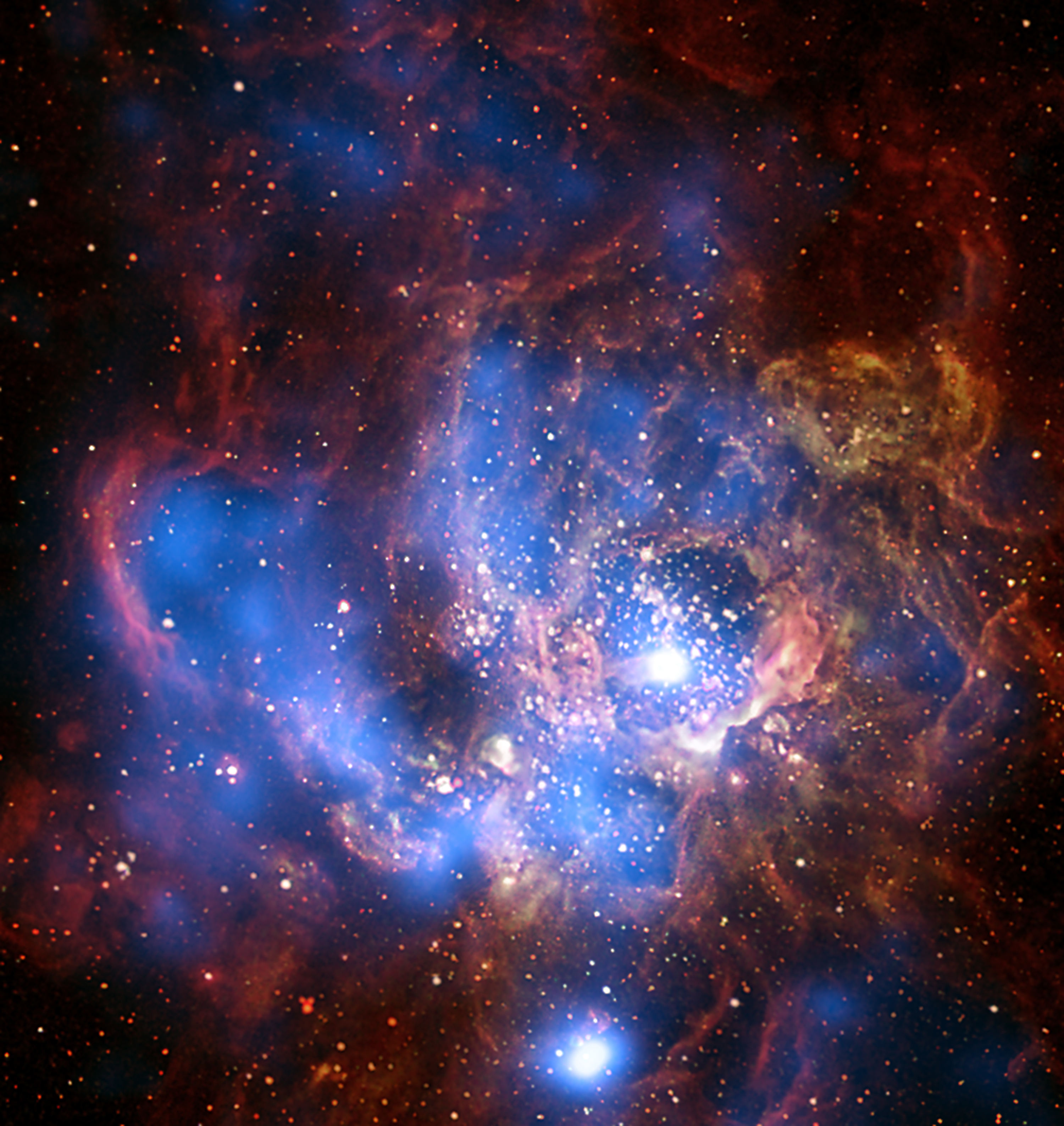
Ảnh chụp M33 trong bước sóng tia X của đài quan sát không gian Chandra

Sử dụng các quan sát trong miền hồng ngoại từ kính viễn vọng không gian Spitzer, tổng cộng có khoảng 515 nguồn bức xạ 24μm trong thiên hà Tam Giác đã được đưa ra và phân loại cho tới năm 2007. Các nguồn sáng nhất nằm trong vùng trung tâm và tại các nhánh chính dài của thiên hà.
Rất nhiều nguồn bức xạ liên quan mật thiết đến vùng hình thành sao H II. Bốn vùng H II sáng nhất là NGC 588, NGC 592, NGC 595 và NGC 604. Những vùng này kết hợp với các đám mây phân tử với khối lượng khoảng (1.2–4) x 105 khối lượng Mặt Trời. Vùng sáng nhất trong bốn vùng này, NGC 604, có lẽ đang tiếp tục những hoạt động bùng nổ rời rạc của sự hình thành sao từ 3 triệu năm trước. Tinh vân này là vùng H II sáng nhất thứ hai trong nhóm thiên hà Địa Phương, với tổng độ sáng bằng (4.5 ± 1.5) × 107 so với Mặt Trời. Những vùng H II điển hình khác trong Tam Giác bao gồm IC 132, IC 133 và IK 53.
Nhánh chính xoắn ốc phía bắc của thiên hà chứa bốn vùng H II lớn, trong khi nhánh chính phía nam có một sự tập trung lớn các ngôi sao trẻ, nóng. Có 35 thiên thể trong M33 là ứng cử viên của tàn tích siêu tân tinh, và hai phần ba trong số chúng nằm ở nửa phía nam của thiên hà xoắn ốc này. Sự không đối xứng tương tự cũng xảy ra đối với các vùng H I và H II, thêm vào sự tập trung lớn của các ngôi sao loại O. Tâm của những vùng này phân bố cách đều nhau một khoảng 2 cung phút về phía đông nam.
Có khoảng 54 cụm sao cầu đã được xác định trong thiên hà này, nhưng số lượng thực tế có thể là 122 hay nhiều hơn. Những cụm sao đã được xác nhận có thể trẻ hơn vài tỉ năm so với các cụm sao trong Ngân Hà, và sự hình thành cụm sao dường như tăng lên trong suốt 100 triệu năm về trước. Sự tăng lên tương quan với dòng khí đi vào tâm của thiên hà. Bức xạ tia cực tím của những ngôi sao lớn trong thiên hà M33 có mức giống với các ngôi sao trong Đám mây Magellan lớn. Năm 2007, một hố đen khoảng 15.7 lần khối lượng Mặt Trời được phát hiện nhờ các dữ liệu từ đài quan sát tia X Chandra. Hố đen tên là M33 X-7, quay quanh nó là một ngôi sao đồng hành với chu kỳ che khuất là khoảng 3.5 ngày. Nó là hố đen khối lượng sao lớn nhất từng được biết đến.